# Liste der Baudenkmale in Te Awamutu
Die Liste der Baudenkmale in Te Awamutu umfasst alle vom New Zealand Historic Places Trust (NZHPT) als „Historic Place“ oder „Historic Area“ eingestuften Baudenkmale und Flächendenkmale der neuseeländischen Ortschaft Te Awamutu. Die Angaben stammen aus dem Register des NZHPT. Die Bezeichnungen der Baudenkmale orientieren sich an diesem Register. In die Liste werden auch bekannte Wahi Tapu (Area), kulturell und religiös bedeutsame Stätten und Gebiete der Māori, aufgenommen. Sie werden jedoch meist nicht publiziert.

| Bild           | Bezeichnung                | Ort         | Anschrift                                              | Beschreibung                                      | Bauzeit | Eintrag           | Nummer | Kat. |
| -------------- | -------------------------- | ----------- | ------------------------------------------------------ | ------------------------------------------------- | ------- | ----------------- | ------ | ---- |
| weitere Bilder | St Paul's Church           | Rangiaowhia | 87 Rangiaowhia Road, Rangiaowhia Karte                 | anglikanische Kirche                              | 1844    | 23. Juni 1983     | 0027   | 1    |
| weitere Bilder | St John's Church           | Te Awamutu  | 126 Arawata Street Karte                               | anglikanische Kirche, ältestes Gebäude der Region | 1853    | 28. Juni 1984     | 0028   | 1    |
| BW             | Te Awamutu School (Former) | Te Awamutu  | 135 Roche Street, Vaile Street und Palmer Street Karte | Schule, ehemalige                                 | 1879    | 15. Oktober 2010  | 0767   | 2    |
| weitere Bilder | World War One Memorial     | Te Awamutu  | Victoria Park, Bank Street Karte                       | Denkmal für den Ersten Weltkrieg                  | 1923    | 5. September 1985 | 4294   | 2    |
| BW             | Methodist Church           | Te Awamutu  | 261 Bank Street Karte                                  | Kirche, methodistische                            | 1915    | 5. September 1985 | 4295   | 2    |
| BW             | Teachers House (Former)    | Te Awamutu  | 477 Alexandra Street Karte                             | Lehrerwohnhaus, ehemaliges                        | n.a.    | 5. September 1985 | 4296   | 2    |
| BW             | House                      | Te Awamutu  | 288 College Street Karte                               | Wohnhaus                                          | n.a.    | 5. September 1985 | 4297   | 2    |
| BW             | House                      | Te Awamutu  | 190 College Street Karte                               | Wohnhaus                                          | n.a.    | 5. September 1985 | 4298   | 2    |
| BW             | House                      | Te Awamutu  | 47 Tawhiao Street Karte                                | Wohnhaus                                          | 1908    | 5. September 1985 | 4299   | 2    |
|                | Isla Bank                  | Te Awamutu  | Te Awamutu-Pirongia Road                               | Wohnhaus                                          | 1909    | 5. September 1985 | 4328   | 2    |
|                | Villa                      | Te Awamutu  | Cambridge Road                                         | Wohnhaus                                          | n.a.    | 5. September 1985 | 4329   | 2    |
| BW             | Band Rotunda               | Te Awamutu  | Teasdale Street, Victoria Park/Punui Domain Karte      | Musikpavillon                                     | 1911    | 5. September 1985 | 4979   | 2    |